# Chionodoxa
Chionodoxa  es un género de plantas perennes y bulbosas  perteneciente a la subfamilia de las escilóideas dentro de las asparagáceas. En este género se incluyen las populares "gloria de la nieve", especies ornamentales ampliamente cultivadas en el Hemisferio Norte. Las especies de este género son originarias de las regiones montañosas de la Cuenca del Mediterráneo y Asia Menor.
El nombre del género proviene del griego "chion", nieve y "doxe", gloria; y hace referencia al nombre común de estas especies.
Se ha propuesto que este género sea incluido dentro del gran género Scilla. No obstante, no hay un acuerdo definitivo sobre el particular. De hecho, tradicionalmente Chionodoxa ha sido considerado un género aparte de Scilla por varios caracteres importantes, tales como la presencia de un corto tubo perigonial y los estambres con los filamentos ensanchados, típicos de Chionodoxa pero ausentes en Scilla.

## Descripción

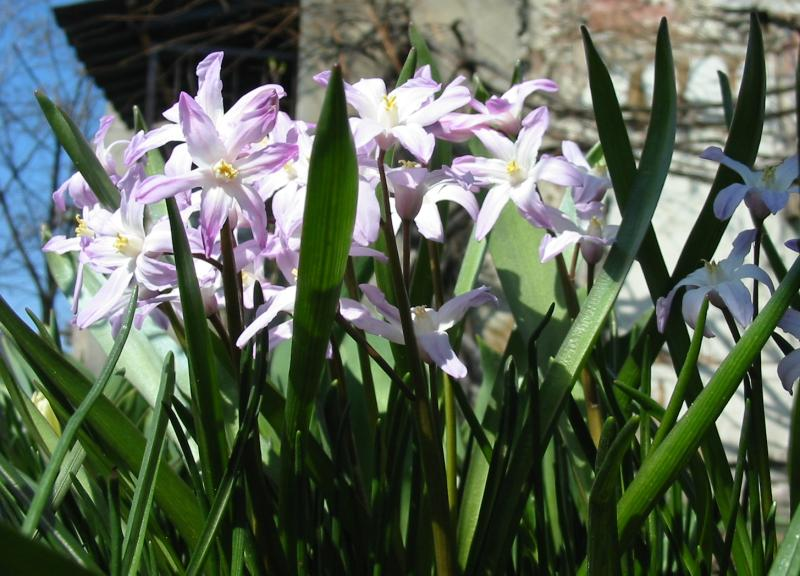
Morfología de la flor e inflorescencia de Chionodoxa luciliae.

Son plantas herbáceas, bulbosas, caulescentes. Las hojas radicales y las caulinares son similares, lineales o lanceoladas, planas. Las flores son pedunculadas y se disponen en racimos en la extremidad de un escapo.
Las flores son actinomorfas y hermafroditas, con el perigonio rotado o acampanado. El perigonio está compuesto por 6 tépalos unidos en la base formando un tubo corto. El androceo está formado por 6 estambres, con los filamentos ensanchados y las anteras dorsifijas. El ovario es súpero, trilocular, con los lóculos pluriovulados. El estilo es corto o nulo y el estigma es capitado. El fruto es una cápsula dehiscente, angulosa o alada.

## Listado de especies
- Chionodoxa albescens (Speta) Rix -- in M. Rix & R. Phillips, The Bulb Book: 43 (1981):.
- Chionodoxa × allenii (Nicholson) L.H.Bailey -- Standard Cycl. Hort. ii. 749 (1914).
- Chionodoxa cretica Jaub. & Spach -- Ill. Pl. Orient. v. 46 t. 443.
- Chionodoxa cretica Boiss. & Heldr. -- Diagn. Pl. Orient. ser. 1, 13: 24. 1854 [May 1854]
- Chionodoxa forbesii Baker -- J. Linn. Soc., Bot. 11: 436. 1870 [1871 publ. 1870]
- Chionodoxa gigantea Hort. -- ex L. H. Bailey, Standard Cycl. Hort. ii. 749 (1914), in obs.
- Chionodoxa lochiae Meikle -- Kew Bull. 1954, 495 (1954).
- Chionodoxa luciliae Boiss. -- Diagn. Pl. Orient. ser. 1, 5: 61. 1844 [Oct-Nov 1844]
- Chionodoxa nana Boiss. & Heldr -- Diagn. Pl. Orient. ser. 1, 13: 24. 1854 [May 1854]
- Chionodoxa sardensis Barr & Sugden -- Autumn Catalogue 3. 1883
- Chionodoxa siehei Stapf -- Bot. Mag. 150: t. 9068. 1925